# Vùng Nam Cực

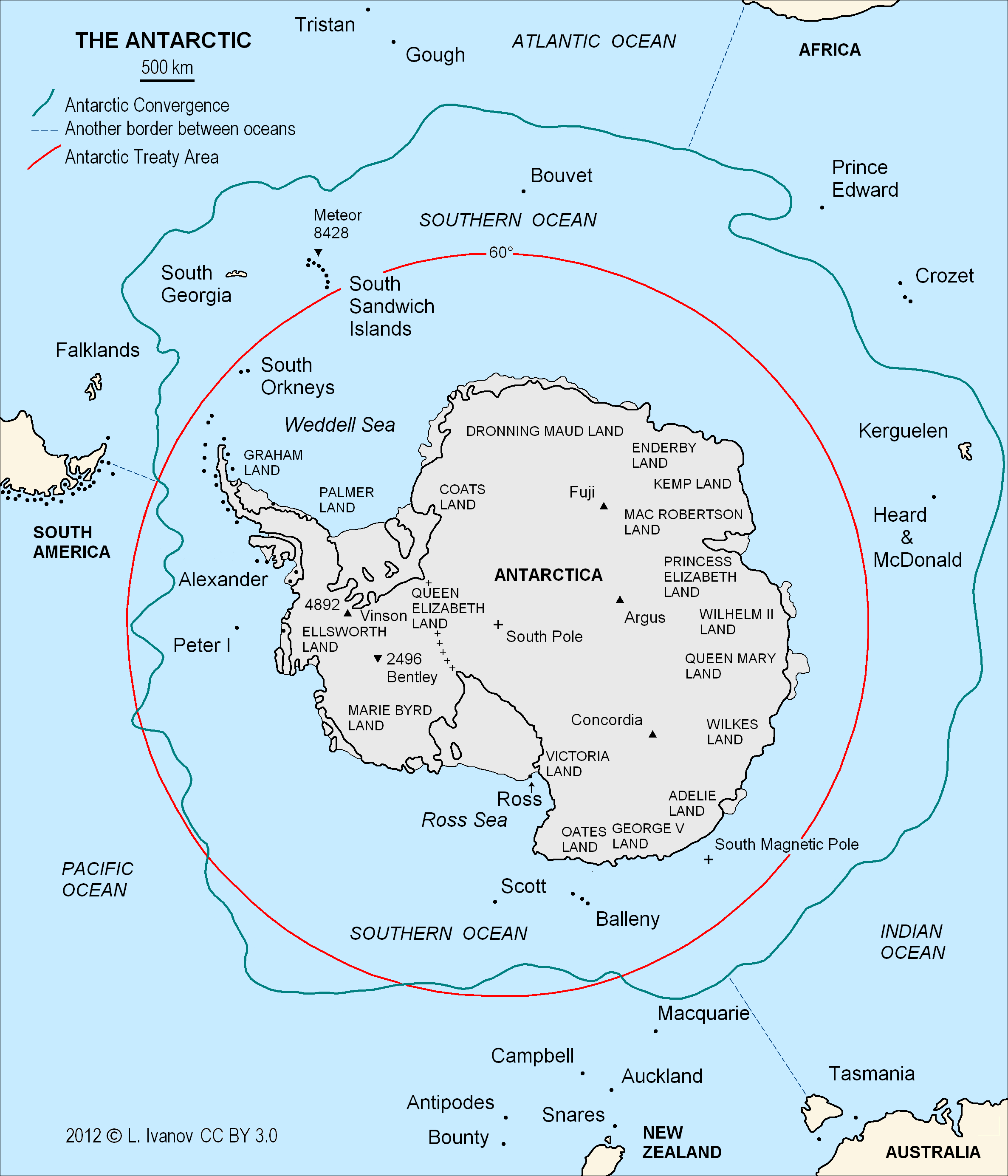
Vùng Nam Cực và vĩ tuyến nam 60

Vùng Nam Cực (tiếng Anh: Antarctic) là một khu vực bao quanh Nam Cực của Trái Đất, đối ngược với vùng Bắc Cực ở Bắc Cực. Vùng Nam Cực bao gồm lục địa Nam Cực và các tảng băng trôi, các vùng nước và các đảo ở Nam đại dương. Khu vực này chiếm hơn 20% diện tích của Nam bán cầu, trong đó lục địa Nam Cực chiếm 5,5% (14 triệu km²).

## Địa lý
Vùng biển nằm trong vùng Nam Cực bao gồm khu diện tích ứng dụng của hội quốc tế Convention for the Conservation of Antarctic Marine Living Resources (CCAMLR). Vì lý do kỹ thuật nên hội CCAMLR tính xấp xỉ đường hội tụ bằng cách tính toán trung bình của các giao điểm của các vĩ tuyến và kinh tuyến. Sự thi hành của hội nghị được tiến hành qua mệnh lệnh quốc tế trụ sở tại Hobart, Úc bởi một hệ thống có hiệu suất cao của chỉ tiêu số lượng cá tiêu thụ mỗi năm, giấy phép và thanh tra quốc tế về tàu đánh cá và một số vệ tinh giám sát.
Phần lớn vùng Nam Cực thuộc vị trí 60°N kinh độ song song và được quản lý theo chính sách hợp pháp quốc tế của hiệp ước hệ thống vùng Nam Cực. Các vùng năm trong hiệp ước bao gồm vùng Nam Cực và các đảo gần đó, bao gồm cả các quần đảo của Quần đảo Nam Orkney, Quần đảo Nam Shetland, đảo Peter I, đảo Scott và quần đảo Balleny.
Các quần đảo nằm ở vị trí từ 60°S kinh độ song song ở phía Nam và đới hội tụ Nam Cực của  phía Bắc, theo quy tắc quốc tế thì 370 km xung quanh các quần đảo đó thuộc vùng đặc quyền kinh tế. Có nghĩa là nó thuộc quyền sở hữu của các quốc gia đang nắm giữ các quần đảo đó. Ví dụ như Quần đảo South Georgia và South Sandwich Islands thuộc quyền của United Kingdom và của EU (Lãnh thổ đặc biệt của Liên minh châu Âu), đảo Bouvet (Na Uy), và đảo Heard và quần đảo McDonald thuộc Úc.
Tuy nhiên có một số trường hợp đặc biệt như Quần đảo Kerguelen (thuộc Pháp; và của EU) nằm ở vùng hội tụ của Nam Cực trong khi quần đảo Falkland, Isla de los Estados, đảo Hornos cùng với vùng Cape Horn, quần đảo Diego Ramírez, đảo Campbell, New Zealand, đảo Macquarie, Amsterdam và quần đảo Saint Paul, quần đảo Crozet, quần đảo hoàng tử Edward, và đảo Gough và Tristan da Cunha group nằm ở phía Bắc của điểm hội tụ của vùng Nam Cực và vì thế nó nằm ngoài vùng Nam Cực.

## Hình ảnh

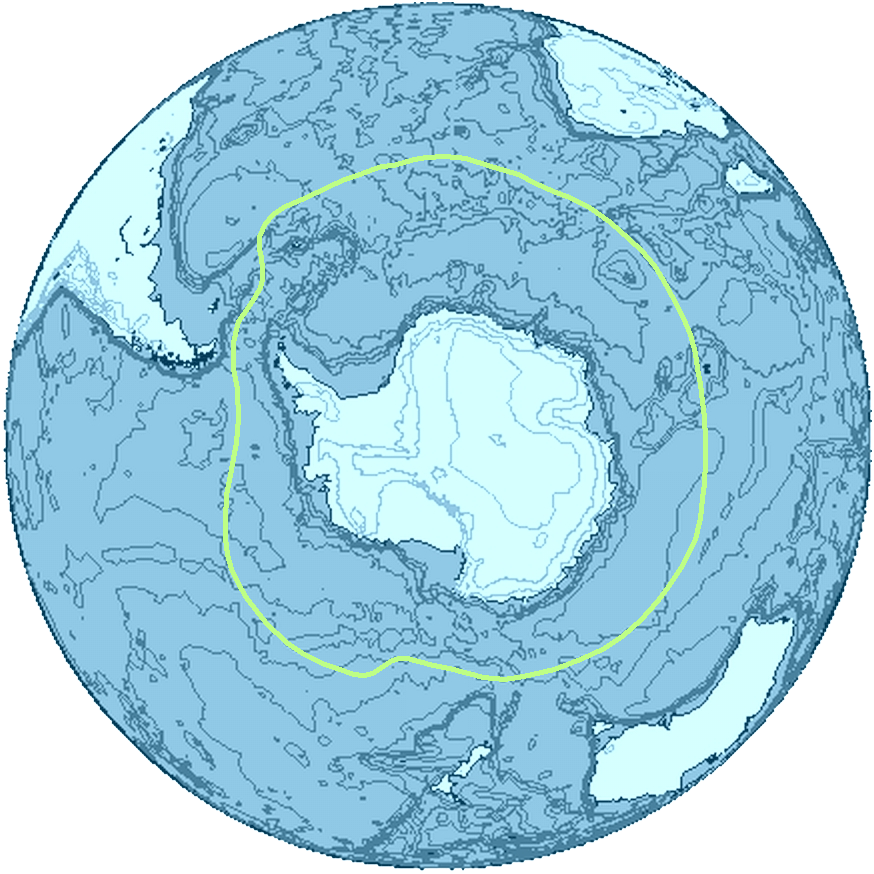
Vùng cực Nam
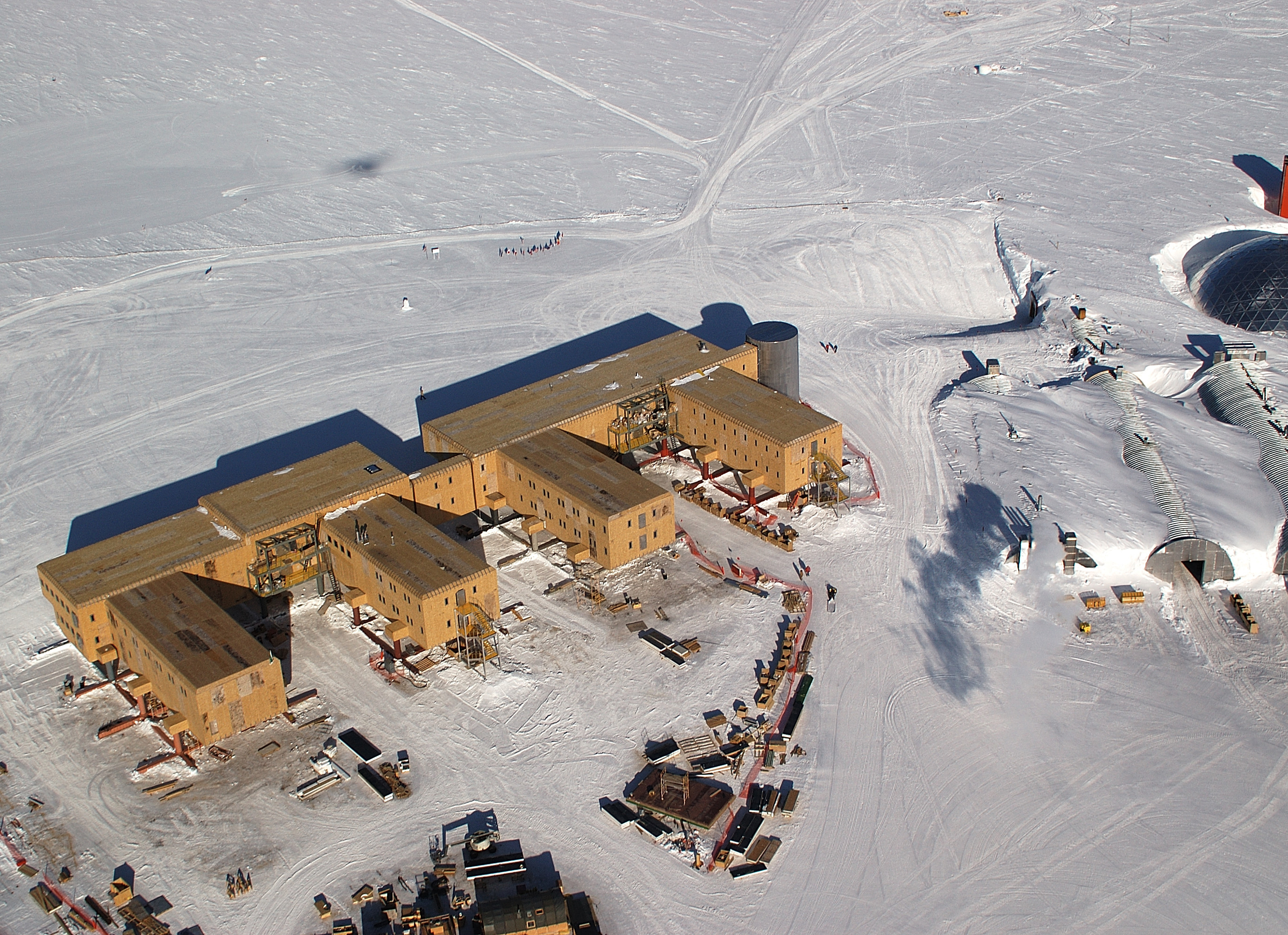
Trạm Amundsen-Scott
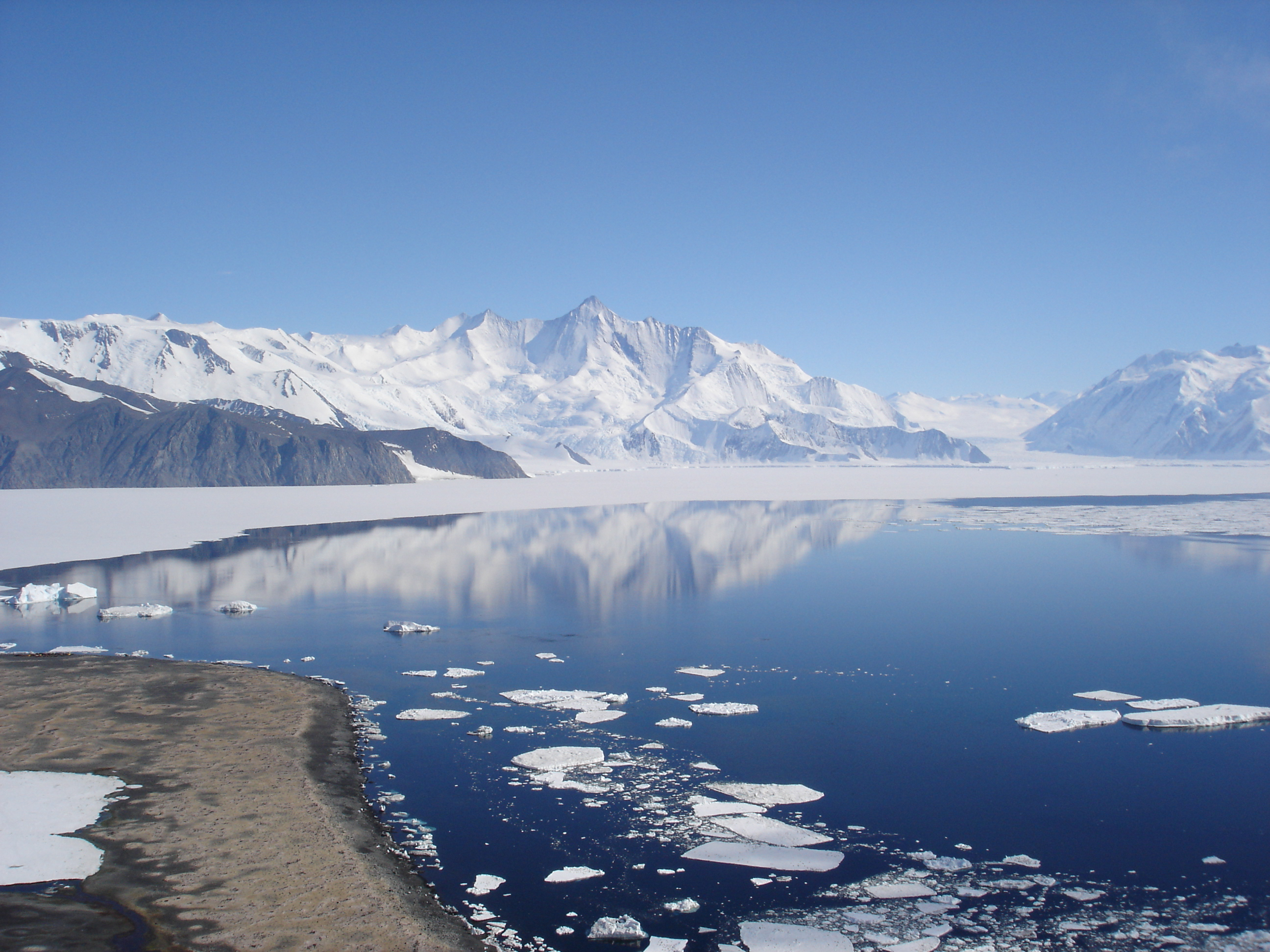
vịnh Moubray và núi Herschel, phía đông của vùng Nam Cực
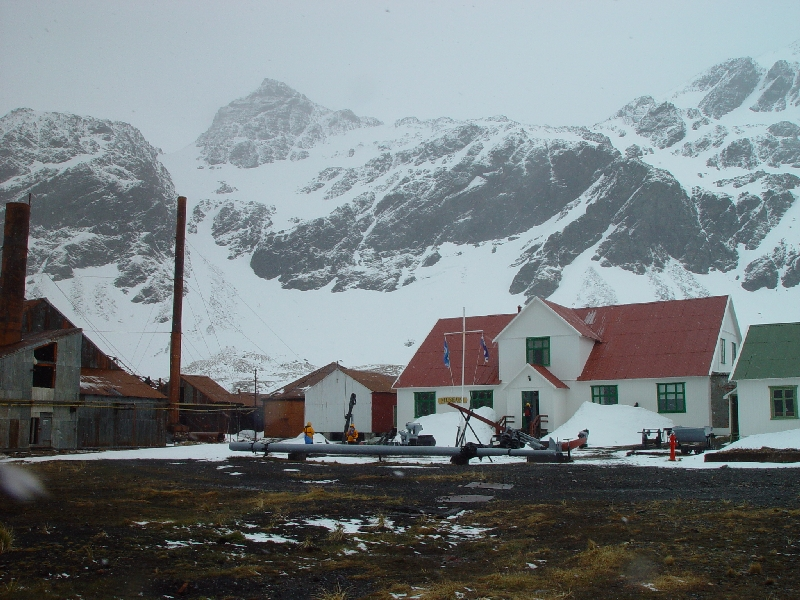
Viện bảo tàng Grytviken ở Nam Georgia
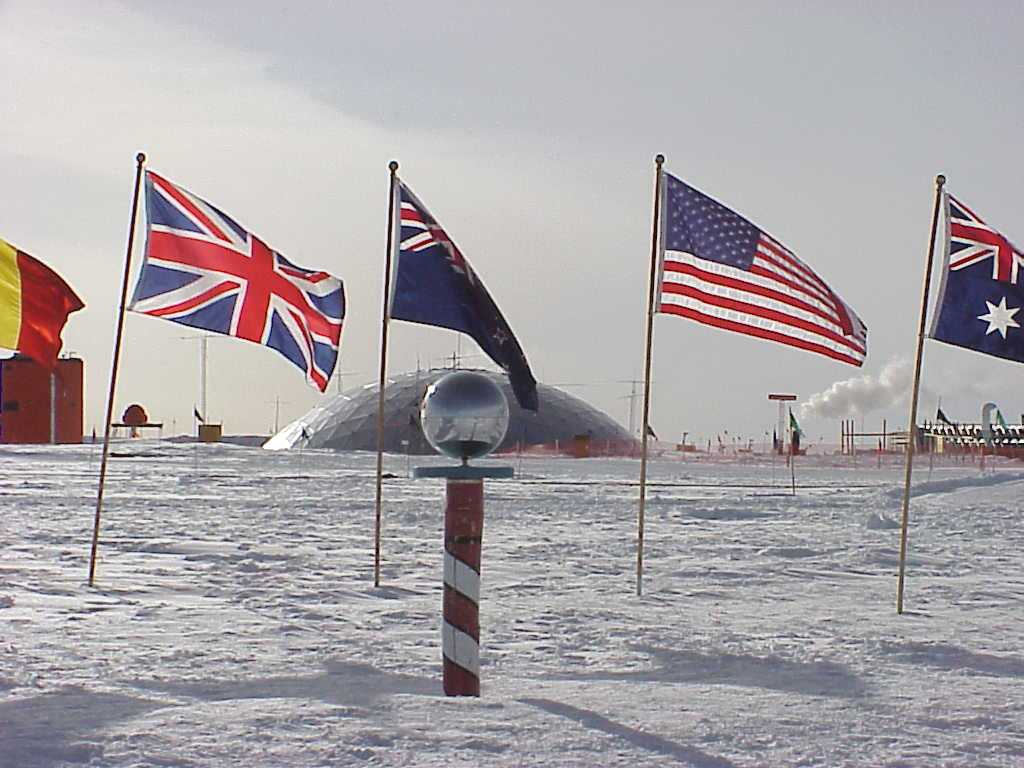
Các cờ kỷ niệm tại vùng Nam Cực